# Schwimm- und Sportverein Ulm 1846 Fußball 2012-2013
Questa voce raccoglie le informazioni riguardanti lo Schwimm- und Sportverein Ulm 1846 Fußball nelle competizioni ufficiali della stagione 2012-2013.

## Stagione
Nella stagione 2012-2013 l'Ulm, allenato da Stephan Baierl e Paul Sauter, concluse il campionato di Regionalliga sudovest al 10º posto.

## Rosa
| N. |                        | Ruolo | Calciatore                  |
| -- | ---------------------- | ----- | --------------------------- |
| 1  | Germania (bandiera)    | P     | Holger Betz                 |
| 2  | Germania (bandiera)    | D     | Stefan Hess                 |
| 3  | Stati Uniti (bandiera) | D     | Zachary Olow                |
| 4  | Germania (bandiera)    | C     | Sebastian Griesbeck         |
| 5  | Germania (bandiera)    | C     | Maximilian Bachl-Staudinger |
| 6  | Francia (bandiera)     | C     | Elyes Seddiki               |
| 7  | Germania (bandiera)    | C     | Fabio Kaufmann              |
| 8  | Spagna (bandiera)      | C     | Rubén Rodríguez             |
| 9  | Francia (bandiera)     | A     | Yannick Agro                |
| 10 | Germania (bandiera)    | A     | Florian Treske              |
| 11 | Germania (bandiera)    | A     | David Braig                 |
| 12 | Spagna (bandiera)      | P     | Ruyman Fernández            |
| 13 | Germania (bandiera)    | C     | Valentin Scholz             |
| 14 | Germania (bandiera)    | P     | Markus Fransewitz           |
| 15 | Germania (bandiera)    | D     | Daniel Reith                |

| N. |                     | Ruolo | Calciatore          |
| -- | ------------------- | ----- | ------------------- |
| 16 | Germania (bandiera) | C     | Maximilian Gebert   |
| 18 | Germania (bandiera) | D     | Johannes Ludmann    |
| 19 | Germania (bandiera) | C     | Ugur Kiral          |
| 20 | Spagna (bandiera)   | C     | Ayoze Pérez         |
| 21 | Francia (bandiera)  | A     | Hermann-Dieter Baka |
| 22 | Germania (bandiera) | C     | Uwe Beran           |
| 23 | Germania (bandiera) | D     | Johannes Reichert   |
| 24 | Germania (bandiera) | C     | Arne Kittel         |
| 25 | Francia (bandiera)  | A     | Moussa Touré        |
| 26 | Germania (bandiera) | D     | Manuel Evens        |
| 28 | Serbia (bandiera)   | C     | Nikola Trkulja      |
| 29 | Croazia (bandiera)  | C     | Michael Turkalj     |
| 30 | Italia (bandiera)   | A     | Domenico Botta      |
| 30 | Germania (bandiera) | A     | Fabian Herbst       |
|    | Turchia (bandiera)  | A     | Serdar Özkaya       |

## Organigramma societario
Area tecnica
- Allenatore: Paul Sauter
- Allenatore in seconda: Oliver Unsöld
- Preparatore dei portieri:
- Preparatori atletici:
- Analisi video:

## Calciomercato

### Sessione estiva
| Acquisti | Acquisti                    | Acquisti          | Acquisti |
| R.       | Nome                        | da                | Modalità |
| -------- | --------------------------- | ----------------- | -------- |
| C        | Maximilian Bachl-Staudinger | Unterhaching      |          |
| P        | Ruyman Fernández            | Lanzarote         |          |
| C        | Ayoze Pérez                 | Lanzarote         |          |
| C        | Uwe Beran                   | Pfullendorf       |          |
| D        | Manuel Evens                | Ulma II           |          |
| C        | Maximilian Gebert           | FSV Hollenbach    |          |
| A        | Fabian Herbst               | Ulma U19          |          |
| D        | Stefan Hess                 | TSV Regglisweiler |          |
| A        | Moussa Touré                | Swift Hesperange  |          |

| Cessioni | Cessioni      | Cessioni  | Cessioni |
| R.       | Nome          | a         | Modalità |
| -------- | ------------- | --------- | -------- |
| C        | Jannik Keller | Memmingen |          |
| C        | Burak Tastan  | Memmingen |          |

### Sessione invernale
| Acquisti | Acquisti       | Acquisti                    | Acquisti |
| R.       | Nome           | da                          | Modalità |
| -------- | -------------- | --------------------------- | -------- |
| A        | Domenico Botta | FSV 08 Bietigheim-Bissingen |          |

| Cessioni | Cessioni    | Cessioni  | Cessioni |
| R.       | Nome        | a         | Modalità |
| -------- | ----------- | --------- | -------- |
| D        | Simon Frank | Nöttingen |          |

## Risultati

### Regionalliga

#### Girone di andata
| Arbitro: | Weickenmeier |

|                        |           |            |
| Mimbala 72’ Kakoko 81’ | Marcatori | 19’ Treske |

| Arbitro: | Jöllenbeck |

|  |           |                      |
|  | Marcatori | 17’ Hassler 63’ Amin |

| Arbitro: | Meisberger |

|  |           |                |
|  | Marcatori | 38’, 39’ Braig |

| Arbitro: | Schlager |

|                                          |           |           |
| Treske 73’ (rig.) Braig 75’ Kaufmann 78’ | Marcatori | 15’ Röser |

| Arbitro: | Rabe |

|  |           |                      |
|  | Marcatori | 77’ Bachl-Staudinger |

| 1º settembre 2012 6ª giornata |  | – turno di riposo |  |  |

| Arbitro: | Gittelmann |

|                              |           |  |
| Huckle 68’ Dautaj 79’ (rig.) | Marcatori |  |

| Arbitro: | Münch |

|                                          |           |  |
| Treske 1’ Klappert 28’ (aut.) Gebert 72’ | Marcatori |  |

| Kassel 14 settembre 2012, ore 19:00 CEST 9ª giornata | Hessen Kassel | 0 – 0 referto | Ulma | Auestadion (5 000 spett.)\| Arbitro: \| Gasteier \| |
| Arbitro:                                             | Gasteier      |               |      |                                                     |

| Arbitro: | Wiatrek |

|                         |           |  |
| Treske 42’ Kaufmann 87’ | Marcatori |  |

| Arbitro: | Bartsch |

|                              |           |                        |
| Braig 11’, 64’ Rodríguez 18’ | Marcatori | 77’ Temeltaş 79’ Pokar |

| Arbitro: | Bischof |

|           |           |           |
| Lange 43’ | Marcatori | 87’ Touré |

| Arbitro: | Reisert |

|          |           |  |
| Morys 1’ | Marcatori |  |

| Arbitro: | Alt |

|  |           |             |
|  | Marcatori | 37’ Leopold |

| Arbitro: | Kempter |

|                      |           |                      |
| Bachl-Staudinger 20’ | Marcatori | 65’, 67’ Gregoritsch |

| Arbitro: | Münch |

|                         |           |                          |
| Pagenburg 72’, 82’, 89’ | Marcatori | 24’ Kaufmann 32’ Seddiki |

| Ulma 10 novembre 2012, ore 14:00 CET 17ª giornata | Ulma          | 0 – 0 referto | Pfullendorf | Donaustadion (775 spett.)\| Arbitro: \| Vonderschmidt \| |
| Arbitro:                                          | Vonderschmidt |               |             |                                                          |

| Arbitro: | Schütz |

|                        |           |              |
| Bickel 18’ (rig.), 60’ | Marcatori | 89’ Reichert |

| Arbitro: | Bartsch |

|                                  |           |           |
| Agro 31’ (rig.) Kalig 69’ (aut.) | Marcatori | 90’ Malli |

#### Girone di ritorno
| Arbitro: | Meisberger |

|                                      |           |                                     |
| Friend 35’, 65’ Modica 68’ Wille 84’ | Marcatori | 3’ Griesbeck 17’ Kaufmann 28’ Touré |

| Arbitro: | Göpferich |

|                        |           |  |
| Rodríguez 5’ Reith 34’ | Marcatori |  |

| Arbitro: | Münch |

|                                |           |          |
| Reichert 15’ Kaufmann 45’, 51’ | Marcatori | 39’ Wölk |

| Worms 16 aprile 2013, ore 19:00 CEST 23ª giornata | Wormatia Worms | 0 – 0 referto | Ulma | EWR-Arena (771 spett.)\| Arbitro: \| Gasteier \| |
| Arbitro:                                          | Gasteier       |               |      |                                                  |

| Arbitro: | Zorn |

|                                     |           |  |
| Touré 17’ Griesbeck 54’ Seddiki 70’ | Marcatori |  |

| 9 marzo 2013 25ª giornata |  | – turno di riposo |  |  |

| Arbitro: | Jöllenbeck |

|          |           |           |
| Touré 6’ | Marcatori | 45’ Čolak |

| Arbitro: | Rafalski |

|            |           |  |
| Klasen 13’ | Marcatori |  |

| Arbitro: | Gerach |

|  |           |                                  |
|  | Marcatori | 9’ Schmeer 84’ Pinheiro 87’ Marz |

| Arbitro: | Schütz |

|  |           |                      |
|  | Marcatori | 13’ Agro 39’ Seddiki |

| Arbitro: | Kempkes |

|                                |           |  |
| Kaufmann 1’ Agro 35’ Touré 42’ | Marcatori |  |

| Arbitro: | Reisert |

|                                                         |           |  |
| Derstroff 12’, 22’ Dorow 16’ Wolfert 33’, 57’ Jacob 62’ | Marcatori |  |

| Arbitro: | Steinberg |

|                          |           |          |
| Kaufmann 31’ Ludmann 67’ | Marcatori | 16’ Kuhn |

| Eschborn 27 aprile 2013, ore 14:00 CEST 33ª giornata | Eschborn | 0 – 0 referto | Ulma | Heinrich-Graf-Sportanlage (150 spett.)\| Arbitro: \| Braun \| |
| Arbitro:                                             | Braun    |               |      |                                                               |

| Arbitro: | Wiatrek |

|  |           |          |
|  | Marcatori | 27’ Agro |

| Arbitro: | Kühlmeyer |

|                           |           |            |
| Agro 47’ (rig.) Kiral 62’ | Marcatori | 54’ Kröner |

| Arbitro: | Fritsch |

|                |           |  |
| Schnetzler 79’ | Marcatori |  |

| Arbitro: | Gerach |

|  |           |                                   |
|  | Marcatori | 30’ Lienhard 53’ Zuck 86’ Schraml |

| Arbitro: | Jöllenbeck |

|                                            |           |                         |
| Saller 18’ Roßbach 22’ Müller 36’ Weil 65’ | Marcatori | 4’ Kaufmann 76’ Seddiki |

## Statistiche

### Statistiche di squadra
| Competizione          | Punti | In casa | In casa | In casa | In casa | In casa | In casa | In trasferta | In trasferta | In trasferta | In trasferta | In trasferta | In trasferta | Totale | Totale | Totale | Totale | Totale | Totale | DR |
| Competizione          | Punti | G       | V       | N       | P       | Gf      | Gs      | G            | V            | N            | P            | Gf           | Gs           | G      | V      | N      | P      | Gf     | Gs     | DR |
| --------------------- | ----- | ------- | ------- | ------- | ------- | ------- | ------- | ------------ | ------------ | ------------ | ------------ | ------------ | ------------ | ------ | ------ | ------ | ------ | ------ | ------ | -- |
| Regionalliga sudovest | 51    | 18      | 11      | 2       | 5       | 30      | 19      | 18           | 4            | 4            | 10           | 16           | 27           | 36     | 15     | 6      | 15     | 46     | 46     | 0  |
| Totale                | 51    | 18      | 11      | 2       | 5       | 30      | 19      | 18           | 4            | 4            | 10           | 16           | 27           | 36     | 15     | 6      | 15     | 46     | 46     | 0  |

### Andamento in campionato
| Giornata  | 1  | 2  | 3  | 4 | 5 | 6 | 7 | 8 | 9 | 10 | 11 | 12 | 13 | 14 | 15 | 16 | 17 | 18 | 19 | 20 | 21 | 22 | 23 | 24 | 25 | 26 | 27 | 28 | 29 | 30 | 31 | 32 | 33 | 34 | 35 | 36 | 37 | 38 |
| --------- | -- | -- | -- | - | - | - | - | - | - | -- | -- | -- | -- | -- | -- | -- | -- | -- | -- | -- | -- | -- | -- | -- | -- | -- | -- | -- | -- | -- | -- | -- | -- | -- | -- | -- | -- | -- |
| Luogo     | T  | C  | T  | C | T |   | T | C | T | C  | C  | T  | T  | C  | C  | T  | C  | T  | C  | T  | C  | C  | T  | C  |    | C  | T  | C  | T  | C  | T  | C  | T  | T  | C  | T  | C  | T  |
| Risultato | P  | P  | V  | V | V |   | P | V | N | V  | V  | N  | P  | P  | P  | P  | N  | P  | V  | P  | V  | V  | N  | V  |    | N  | P  | P  | V  | V  | P  | V  | N  | V  | V  | P  | P  | P  |
| Posizione | 13 | 19 | 14 | 7 | 5 | 7 | 8 | 6 | 6 | 4  | 3  | 3  | 4  | 7  | 9  | 9  | 10 | 11 | 9  | 11 | 9  | 9  | 9  | 8  | 9  | 9  | 9  | 9  | 9  | 9  | 9  | 9  | 8  | 8  | 8  | 8  | 9  | 10 |

Legenda:

Luogo: C = Casa; T = Trasferta. Risultato: V = Vittoria; N = Pareggio; P = Sconfitta.

### Statistiche dei giocatori
| Y. Agro             | 29 | 5 | 0 | 0 |
| M. Bachl-Staudinger | 33 | 2 | 7 | 0 |
| H. Baka             | 3  | 0 | 0 | 0 |
| U. Beran            | 16 | 0 | 1 | 0 |
| H. Betz             | 30 | 0 | 1 | 1 |
| D. Botta            | 13 | 0 | 1 | 0 |
| D. Braig            | 13 | 5 | 0 | 0 |
| M. Evens            | 1  | 0 | 0 | 0 |
| R. Fernández        | 6  | 0 | 0 | 0 |
| S. Frank            | 11 | 0 | 1 | 0 |
| M. Fransewitz       | 1  | 0 | 0 | 0 |
| M. Gebert           | 21 | 1 | 0 | 0 |
| S. Griesbeck        | 35 | 2 | 7 | 0 |
| F. Herbst           | 0  | 0 | 0 | 0 |
| S. Hess             | 3  | 0 | 0 | 0 |
| F. Kaufmann         | 34 | 9 | 3 | 1 |
| U. Kiral            | 6  | 1 | 0 | 0 |
| A. Kittel           | 0  | 0 | 0 | 0 |
| J. Ludmann          | 34 | 1 | 3 | 1 |
| Z. Olow             | 19 | 0 | 1 | 0 |
| A. Pérez            | 12 | 0 | 3 | 0 |
| J. Reichert         | 33 | 2 | 6 | 0 |
| D. Reith            | 27 | 1 | 4 | 1 |
| R. Rodríguez        | 30 | 2 | 2 | 0 |
| V. Scholz           | 9  | 0 | 0 | 0 |
| E. Seddiki          | 29 | 4 | 5 | 0 |
| M. Touré            | 31 | 5 | 6 | 0 |
| F. Treske           | 10 | 4 | 1 | 0 |
| N. Trkulja          | 11 | 0 | 4 | 0 |
| M. Turkalj          | 2  | 0 | 0 | 0 |
| S. Özkaya           | 0  | 0 | 0 | 0 |